# Epipremnum nobile
Epipremnum nobile (Schott) Engl. – gatunek wieloletnich, wiecznie zielonych pnączy z rodziny obrazkowatych, pochodzących z Celebesu, zasiedlających gleby aluwialne w wilgotnych lasach równikowych z przewagą Eucalyptus deglupta, a także brzegi strumieni górskich w lasach bukowych i goździkowcowatych, na wysokości od 1000 do 1700 m n.p.m.

## Morfologia
PokrójDuże pnącza o długości do 5 metrów.
ŁodygaU dorosłych roślin łodyga osiąga 0,5–3 cm średnicy. Międzywęźla osiągają długość od 0,5 do 10 cm i przedzielone są wyraźnymi, jaśniejszymi bliznami liściowymi.
KorzenieKorzenie czepne rzadko położone na łodydze.
LiścieKatafile i profile szybko obsychające do postaci papierowatej tkanki, a następnie kilku łykowatych włókien. Liście właściwe rozmieszczone są równomiernie. Ogonki liściowe o długości od 34 do 40 cm, tworzące pochwę liściową. Blaszki liściowe o wymiarach 25–49×11–18,5 cm, całobrzegie, niesymetryczne, podłużno-eliptyczne do podłużno-jajowatych, spiczaste, o nasadzie z jednej strony ogonka ostrej, z drugiej strony zaokrąglonej lub ściętej.
KwiatyRośliny tworzą kilka kwiatostanów typu kolbiastego pseudancjum, wyrastających na pędach kwiatostanowych o długości od 3 do 6 cm, lekko bocznie spłaszczonych, jasnozielonych. Pochwa kwiatostanu łódkokształtna, haczykowato zakończona, osiągająca długość 14,5 cm, z zewnątrz ciemnokremowa, żółta lub pomarańczowo-żółta, wewnątrz żółtawa. Kolba o wymiarach 8–13,5×1,5–2 cm, siedząca, cylindryczna. Kwiaty o średnicy od 2 do 14 mm, obupłciowe. Zalążnie o wymiarach 7–9×2,5–4 mm, cylindryczne, lekko spłaszczone u nasady, jednokomorowe, zawierające 4 zalążki. Szyjki słupków o długości do 2,5 mm, trapezoidalne, masywne, lekko spłaszczone wierzchołkowo, zakończone podłużnym znamieniem o wymiarach około 0,75×1,5 mm. Pręciki 4 na kwiat, o nitkach o długości 5 mm, i wąsko eliptycznych główkach o wymiarach 3–5×0,75–1 mm.
OwoceZielone jagody. Nasiona o wymiarach około 3×4 mm.